# Play of the Week
Play of the Week è una serie televisiva statunitense in 67 episodi trasmessi per la prima volta nel corso di 2 stagioni dal 1959 al 1961.
È una serie di tipo antologico in cui ogni episodio rappresenta una storia a sé. Gli episodi sono storie di genere vario, dalla commedia al drammatico, dal fantastico al romantico, e sono spesso adattamenti di drammi teatrali (in stile Broadway) o opere letterarie.

## Interpreti
La serie vede la partecipazione di numerose star cinematografiche e televisive, molte delle quali interpretarono diversi ruoli in più di un episodio.
- Myron McCormick (5 episodi, 1959-1961)
- Cathleen Nesbitt (4 episodi, 1959-1961)
- Frank Conroy (3 episodi, 1959-1961)
- Kurt Kasznar (3 episodi, 1959-1961)
- Colleen Dewhurst (3 episodi, 1959-1961)
- Leueen MacGrath (3 episodi, 1959-1961)
- Larry Blyden (3 episodi, 1959-1960)
- J. D. Cannon (3 episodi, 1960-1961)
- Donald Davis (3 episodi, 1960-1961)
- Ludwig Donath (3 episodi, 1960-1961)
- Eileen Heckart (3 episodi, 1960-1961)
- Diana Hyland (3 episodi, 1960-1961)
- Robert Redford (3 episodi, 1960-1961)
- Michael Tolan (3 episodi, 1960-1961)
- Kevin Coughlin (3 episodi, 1960)
- Walter Matthau (3 episodi, 1960)
- Roland Winters (3 episodi, 1960)
- Helen Hayes (2 episodi, 1959-1960)
- Zero Mostel (2 episodi, 1959-1961)
- Donald Harron (2 episodi, 1959-1960)
- Tim O'Connor (2 episodi, 1959)
- Marian Seldes (2 episodi, 1959-1960)
- John Abbott (2 episodi, 1959)
- Alvin Epstein (2 episodi, 1961)
- E.G. Marshall (2 episodi, 1959-1960)
- Earle Hyman (2 episodi, 1959-1960)
- Alfred Ryder
- Frances Sternhagen (2 episodi, 1959-1961)
- Eric Berry (2 episodi, 1959-1960)
- Peter Falk (2 episodi, 1959-1960)
- Pauline Flanagan (2 episodi, 1959-1960)
- Lee Grant (2 episodi, 1959-1960)
- Donald Madden (2 episodi, 1959-1960)
- Robert Morse (2 episodi, 1959-1960)
- Frederick Rolf (2 episodi, 1959-1960)
- Nancy Walker
- Morris Carnovsky (2 episodi, 1959)
- Orson Bean
- Dane Clark
- Marc Connelly (2 episodi, 1960-1961)
- Ruby Dee (2 episodi, 1960-1961)
- Betty Field (2 episodi, 1960-1961)
- Ann Harding (2 episodi, 1960-1961)
- Arthur Hill (2 episodi, 1960-1961)
- Kim Hunter
- Mike Kellin (2 episodi, 1960-1961)
- William Kerwin (2 episodi, 1960-1961)
- Eva Le Gallienne (2 episodi, 1960-1961)
- Carmen Mathews (2 episodi, 1960-1961)
- James Patterson (2 episodi, 1960-1961)
- Anne Revere
- Peter Mark Richman (2 episodi, 1960-1961)
- Jo Van Fleet (2 episodi, 1960-1961)
- Nancy Wickwire (2 episodi, 1960-1961)
- Sorrell Booke (2 episodi, 1960)
- Julie Bovasso (2 episodi, 1960)
- Hilda Brawner (2 episodi, 1960)
- James Broderick (2 episodi, 1960)
- Russell Collins (2 episodi, 1960)
- Joan Copeland (2 episodi, 1960)
- Harrison Dowd (2 episodi, 1960)
- Evans Evans (2 episodi, 1960)
- Maxwell Glanville (2 episodi, 1960)
- Signe Hasso (2 episodi, 1960)
- Oskar Homolka (2 episodi, 1960)
- Patrick Horgan (2 episodi, 1960)
- David Hurst (2 episodi, 1960)
- Walter Klavun (2 episodi, 1960)
- Carol Lawrence (2 episodi, 1960)
- Robert Loggia (2 episodi, 1960)
- Nancy Marchand (2 episodi, 1960)
- Siobhán McKenna (2 episodi, 1960)
- James Mitchell (2 episodi, 1960)
- Jules Munshin (2 episodi, 1960)
- Fran Myers (2 episodi, 1960)
- Patricia Neal (2 episodi, 1960)
- Lois Nettleton (2 episodi, 1960)
- Tom Pedi (2 episodi, 1960)
- Farrell Pelly (2 episodi, 1960)
- Ronald Radd (2 episodi, 1960)
- Jason Robards (2 episodi, 1960)
- Milton Selzer (2 episodi, 1960)
- Michael Shille (2 episodi, 1960)
- Lois Smith (2 episodi, 1960)
- Michael Strong (2 episodi, 1960)
- Arthur Treacher (2 episodi, 1960)
- Herb Voland (2 episodi, 1960)
- Charles White (2 episodi, 1960)
- Ruth White (2 episodi, 1960)

## Produzione
La serie fu prodotta da NTA-National Telefilm Associates in associazione con Talent Associates e girata a New York.

### Registi
Tra i registi sono accreditati:
- Sidney Lumet in 4 episodi (1960)
- Don Richardson in 3 episodi (1959-1960)
- Stuart Burge in 3 episodi (1959)
- Marc Daniels in 2 episodi (1959-1960)
- Richard Dunlap in 2 episodi (1959)
- Ralph Nelson in 2 episodi (1960-1961)

### Sceneggiatori
Tra gli sceneggiatori sono accreditati:
- Jean Anouilh in 3 episodi (1959-1960)
- Graham Greene in 2 episodi (1959-1961)
- Lucienne Hill in 2 episodi (1959)
- Eugene O'Neill in 2 episodi (1960)

## Distribuzione
La serie fu trasmessa negli Stati Uniti dal 12 ottobre 1959 al 1º maggio 1961 in syndication. Nella zona di New York, dove la serie fu prodotta, venne trasmessa sulla rete WNTA Channel 13, che funse da flagship station per le oltre 100 stazioni televisive locali che trasmisero la serie in tutti gli Stati Uniti.

## Episodi
| Stagione         | Episodi | Prima TV USA |
| ---------------- | ------- | ------------ |
| Prima stagione   | 35      | 1959-1960    |
| Seconda stagione | 31      | 1960-1961    |